# Brasilotyphlus braziliensis
Brasilotyphlus braziliensis là một loài lưỡng cư thuộc họ Caeciliidae. Trước đây nó là loài duy nhất thuộc chi Brasilotyphlus nhưng một loài được mô tả gần đây (Brasilotyphlus guarantanus) đã được xếp vào cùng chi. Đây là loài đặc hữu của Brasil.